# Antonio de Arfe
Antonio de Arfe, fou un orfebre espanyol del segle xvi, que probablement va néixer a Lleó, fill de Enrique de Arfe i germà de Juan de Arfe també orfebres.

## Obra
De la seva obra no es coneix res anterior a 1539, any en què li van encarregar la custòdia per a la Catedral de Santiago de Compostel·la, ja concebuda a la manera plateresca de superposició de templets i amb columnes de canelobre; similar serà la custòdia de Medina de Rioseco i dins del mateix estil estarà la resta de la resta de la seva producció, que després de viatges, es va establir primer a Valladolid i finalment a Madrid. Va deixar una obra menys important que el seu pare i que la que va deixar posteriorment el seu fill, Juan de Arfe.